# Milnererpeton huberi
Il milnererpeton (Milnererpeton huberi) è un anfibio estinto, appartenente ai temnospondili. Visse nel Carbonifero superiore (circa 302 - 300 milioni di anni fa) e i suoi resti fossili sono stati ritrovati in Nordamerica.

## Descrizione
Gli esemplari larvali di questo animale erano vagamente simili a una salamandra sia come forma che come dimensioni, e dovevano essere quasi identici ai ben noti branchiosauri europei. Si differenziavano da questi ultimi a causa della presenza di profonde insenature lungo i margini occipitali del cranio: queste insenature facevano sì che la porzione della linea mediana dei postparietali si proiettasse posteriormente oltre al resto della volta cranica; i postparietali, inoltre, possedevano una lunghezza della linea mediana più grande della metà dei parietali. Milnererpeton, come i branchiosauri, doveva essere un animale neotenico dotato di branchie anche allo stadio adulto. 
Gli esemplari adulti di Milnererpeton erano invece simili agli anfibamidi, con il caratteristico muso stretto e ossa lacrimali e nasali allungate, il contatto tra post e prefrontale, un cranio molto ampio, coane strette e parasfenoide allungato. Come gli anfibamidi, Milnererpeton era stato inoltre di un ilio con un processo dorsale molto ampio e di un radio allungato (che implica probabilmente abitudini terrestri). Tuttavia, Milnererpeton si differenziava dagli altri anfibamidi per la presenza di 22 vertebre presacrali, precedentemente conosciute negli anfibamiformi solo nei branchiosauridi.

## Classificazione
I primi fossili di questo animale vennero scoperti nella cava della Kinney Brick Company sulle montagne Manzanita (Contea di Bernalillo, Nuovo Messico) nella formazione Wild Cow. Inizialmente i fossili vennero descritti come Milneria huberi, ma il nome generico era già stato usato in precedenza per descrivere un mollusco. Fu quindi necessario sostituirlo con il nome Milnererpeton (Hunt et al., 2002). Inizialmente Milnererpeton fu ritenuto un rappresentante degli anfibamidi, un gruppo di piccoli anfibi paleozoici ritenuti ancestrali agli anfibi odierni. Successivamente Milnererpeton venne però attribuito ai branchiosauridi, una famiglia di temnospondili affini agli anfibamidi ma dalle caratteristiche neoteniche; la scoperta di un esemplare adulto di Milnererpeton ha tuttavia permesso di riconsiderare le parentele di questo animale, e uno studio del 2021 ha indicato una probabile appartenenza agli anfibamidi.